# Thierno Barry (labdarúgó, 2002)
Thierno Barry (Lyon, 2002. október 21. –) francia labdarúgó, az angol Everton csatára.

## Pályafutása
Barry a franciaországi Lyon városában született. Az ifjúsági pályafutását a Toulon csapatában fejezte be.
2021-ben mutatkozott be a Sochaux tartalékkeretében. 2022-ben a belga Beverenhez igazolt. A 2022–23-as szezonban 31 mérkőzésen elért 20 góljával megszerezte a belga másodosztály gólkirályi címét. 2023. július 3-án négyéves szerződést kötött a svájci első osztályban szereplő Basel együttesével. Először a 2023. július 22-ei, St. Gallen ellen 2–1-re elvesztett mérkőzésen lépett pályára. Első gólját 2024. január 30-án, a Winterthur ellen idegenben 3–1-es győzelemmel zárult találkozón szerezte meg.
2024. augusztus 21-én a spanyol Villarreal szerződtette. Két nappal később mutatkozott be a bajnokságban a Sevilla ellen csereként, majd a következő fordulóban a Celta de Vigo ellen megszerezte első bajnoki gólját, fejjel. Szeptember 30-án a Las Palmas ellen ismét fejjel volt eredményes a 3–1-re megnyert bajnoki mérkőzésen. Október 26-án a Real Valladolid csapata ellen 2–1-re megnyert találkozón ismét eredményes volt. December 1-jén a Girona elleni 2–2-es döntetlennel záruló mérkőzésen a 23. percben volt eredményes. December 22-én mesterhármast szerzett a Leganés otthonában az 5–2-re megnyert találkozón.
2025. július 9-én négyéves szerződést írt alá az angol Everton csapatával.

## Statisztika
2025. május 25. szerint.
| Klub       | Szezon   | Bajnokság              | Bajnokság | Bajnokság | Kupa  | Kupa  | Ligakupa | Ligakupa | Nemzetközi | Nemzetközi | Egyéb | Egyéb | Összesen | Összesen |
| Klub       | Szezon   | Bajnokság              | Mérk.     | Gólok     | Mérk. | Gólok | Mérk.    | Gólok    | Mérk.      | Gólok      | Mérk. | Gólok | Mérk.    | Gólok    |
| ---------- | -------- | ---------------------- | --------- | --------- | ----- | ----- | -------- | -------- | ---------- | ---------- | ----- | ----- | -------- | -------- |
| Sochaux B  | 2021–22  | Championnat National 3 | 22        | 10        | —     | —     | —        | —        | —          | —          | —     | —     | 22       | 10       |
| Beveren    | 2022–23  | Challenger Pro League  | 31        | 20        | 1     | 0     | —        | —        | —          | —          | —     | —     | 32       | 20       |
| Basel      | 2023–24  | Swiss Super League     | 35        | 9         | 1     | 2     | —        | —        | 1          | 1          | —     | —     | 37       | 12       |
| Basel      | 2024–25  | Swiss Super League     | 3         | 5         | 0     | 0     | —        | —        | —          | —          | —     | —     | 3        | 5        |
| Basel      | Összesen | Összesen               | 38        | 14        | 2     | 5     | 0        | 0        | 1          | 1          | 0     | 0     | 41       | 20       |
| Villarreal | 2024–25  | La Liga                | 17        | 7         | 2     | 0     | —        | —        | —          | —          | —     | —     | 19       | 7        |
| Everton    | 2025–26  | Premier League         | 0         | 0         | 0     | 0     | 0        | 0        | 0          | 0          | 0     | 0     | 0        | 0        |
| Összesen   | Összesen | Összesen               | 124       | 55        | 5     | 5     | 0        | 0        | 1          | 1          | 0     | 0     | 130      | 61       |

## Sikerei, díjai
Egyéni
- A belga másodosztály gólkirálya: 2022–23 (20 góllal)